# Christian Wilhelm Sigismund Schønberg
Christian Wilhelm Sigismund Schønberg (26. august 1821 i København – 17. maj 1859 i Hobro) var en dansk jurist og politiker.
Han var søn af sekretær og landsoverretsprokurator Henrik Christian Schønberg og dennes 1. hustru, Clara Wilhelmine født Jørgensen. I 1839 blev han student fra Det von Westenske Institut og tog i efteråret 1844 juridisk eksamen. Han var derefter et par år fuldmægtig hos sin fader, men blev i 1848 udnævnt til fuldmægtig i Krigsministeriet, 1851 blev han auditør i Armeen, 1853 tillige sekretær hos krigsministeren, 1856 karakteriseret overauditør og erholdt samme år udnævnelse som byfoged i Hobro, herredsfoged og skriver i Rinds og Gislum Herreder. 14. juni 1858 blev han valgt til folketingsmand for Randers Amts 1. Valgkreds (Mariagerkredsen). Han døde i Hobro allerede 17. maj 1859.
16. februar 1844 var han blevet gift i Helligåndskirken med Mariane Elisabeth Søvang (29. maj 1811 i København - 11. november 1858 sammesteds), datter af brændevinsbrænder Mads Johansen Søvang og Ane Cathrine Berg.
Schønberg har udgivet flere juridiske skrifter, af hvilke de vigtigste er et om Tilregnelse og forbryderisk Skyld (1850) og en afhandling om den nye danske arvelov (1846). Ved sin filosofiske behandling også af den positive rets fænomener, for hvis ordning "Retsforholdenes Væsen, ikke det hensigtsmæssige, bør opstilles som Hovedprincippets", viser han sig stærkt påvirket af sin lærer F.C. Bornemann. Han udfoldede tillige en livlig journalistisk virksomhed, hvortil hans lette og raske pen gjorde ham vel egnet. Han var 1842-45 medarbejder ved Corsaren, 1849-51 ved Fædrelandet, 1852-55 ved Berlingske Tidende, 1853 ved Kjøbenhavnsposten og 1855-56 ved Dagbladet. Med særlig iver deltog han i den nationalliberale presses angreb på A.S. Ørsted i anledning af rigsretssagen 1855-56 og udgav også en satirisk holdt pjece om Peter Salicaths forsvar for ministeriet.